# Jimmy Melia
James „Jimmy“ Melia (* 1. November 1937 in Liverpool) ist ein ehemaliger englischer Fußballspieler und -trainer. Als halblinker Offensivakteur war er zunächst beim FC Liverpool Mitglied der Meistermannschaft von 1964. Später arbeitete er in vielen Ländern als Trainer und als größter Erfolg galt der Einzug ins Endspiel des englischen Pokals mit Brighton & Hove Albion unter seiner Regie.

## Sportlicher Werdegang

### Vereinslaufbahn
Der im nördlichen Liverpooler Distrikt Scotland Road geborene Melia war Teil einer kinderreichen Familie und er wuchs mit gleichsam fünf Brüdern und fünf Schwestern auf. Dem Fußballsport ging allerdings nur er nach und dies bereits in jungen Jahren sehr erfolgreich. Er war in Liverpool Kapitän der Schülermannschaft und gemeinsam mit Bobby Charlton in der englischen Schulauswahl. An seinem 17. Geburtstag unterschrieb er beim FC Liverpool seinen ersten Profivertrag. Die „Reds“ waren gerade in die zweite Liga abgestiegen und standen deutlich im Schatten des Lokalrivalen aus Everton. Vor dem Hintergrund galt die Verpflichtung des talentierten Melia als Achtungserfolg, zumal dieser in jungen Jahren stets Everton-Fan gewesen war und dem dort aktiven Wally Fielding nachgeeifert hatte. Bis Weihnachten 1955 musste Melia dann in Liverpool bis zu seinem Debüt in der ersten Mannschaft warten. Beim 5:2-Sieg gegen Nottingham Forest unter Trainer Don Welsh schoss er direkt ein Tor und bereitete einen weiteren Treffer vor. Er bestritt vier von fünf Partien, bevor er zur British Army zurückkehrte, um seinen Wehrdienst abzuleisten. Weitere Bewährungschancen blieben dadurch zunächst aus, aber in der folgenden Saison 1956/57 entwickelte sich der Teenager unter Welshs Nachfolger Phil Taylor zum Stammspieler. Als linker Halbstürmer verdrängte er John Evans, wobei er vor allem mit seiner hohen Einsatzbereitschaft und einer ausgeprägten Spielintelligenz überzeugte. Mit einer großen Torgefährlichkeit ausgestattet, war er in der Spielzeit 1958/59 mit 21 Treffern in 40 Spielen dazu bester Torschütze seiner Mannschaft. Einen Rekord stellte er auf, indem er als jüngster Spieler in der Vereinsgeschichte den Meilenstein von einhundert Einsätzen erreichte.
Der mittlerweile dritte knapp gescheiterte Wiederaufstiegsversuch hatte zur Folge, dass mit Bill Shankly ein neuer Trainer verpflichtet wurde. Unter Shankly wechselte Melia auf die rechte Seite, wobei er in der Offensive sowohl auf der Halbposition als auch auf dem Flügel eingesetzt wurde. Shankly begründete dies damit, dass ihm auf den Außenbahnen Spieler mit Erfahrung fehlten, die vorne das Sturmduo aus Roger Hunt und Dave Hickson bedienen sollten. Als Melia mit der neuen Aufgabe nicht so gut zurechtkam, ersetzte ihn Shankly durch den Routinier Billy Liddell. Nach zwei Monaten ohne Einsatz machte Jimmy Harrower dann Melia Platz auf dessen alter halblinker Position – auf der rechten Außenbahn kristallisierte sich gegen Saisonende dann Ian Callaghan als neuer Hoffnungsträger heraus. Als der FC Liverpool dann in der Saison 1961/62 die Zweitligameisterschaft errang und damit in die höchste Spielklasse zurückkehrte, war Melia in allen 42 Meisterschaftspartien vertreten gewesen. In seinem Debütjahr in der First Division verpasste Melia nur drei Spiele, bevor er sich in der folgenden Saison 1963/64 im Dezember verletzte. Es war seine erste ernsthafte Blessur, die sich jedoch so nachhaltig auswirkte, dass er nur noch dreimal für Liverpool spielen sollte und seinen Platz an Alf Arrowsmith verlor. Kurze Zeit später wechselte er im März 1964 zum Ligakonkurrenten Wolverhampton Wanderers, aber auf dem Weg zur englischen Meisterschaft des FC Liverpool hatte er genügend Einsätze angesammelt, um eine offizielle Medaille zu erhalten.
Melias Aufenthalt bei den „Wolves“ war nur von kurzer Verweildauer. Nach der Demission von Trainer Stan Cullis sortierte ihn dessen Nachfolger Andy Beattie schnell aus, so dass Melia noch vor Ablauf des Jahres in den Süden weiter zum FC Southampton zog. Beim damaligen Zweitligisten misslang zwar in der Saison 1964/65 der anvisierte Aufstieg, aber bereits in der folgenden Spielzeit 1965/66 harmonierte er besonders gut mit Spielern wie Terry Paine und Martin Chivers und gemeinsam konnte die Vizemeisterschaft hinter Manchester City gewonnen werden. Im Kampf um den Klassenerhalt in der First Division war Melia dann weiter ein wichtiger Spieler und seine Vorarbeiten trugen mit dazu dabei, dass Ron Davies und Martin Chivers in der Summe 51 Tore gelangen – er selbst traf viermal, darunter war ein Kopfballtor zum 2:1-Sieg gegen den FC Arsenal am 27. Dezember 1966. Im November 1968 verlor er dann seinen Stammplatz an Mick Channon und kurz darauf wechselte er zum FC Aldershot, wo er zudem erste Erfahrungen im Trainerbereich sammelte. Später übernahm er dort das Cheftraineramt und in dieser Funktion kehrte er im Juli 1971 nach Liverpool anlässlich einer Drittrundenbegegnung im FA Cup zurück.

### Englische Nationalmannschaft
Melia absolvierte im Jahr 1963 zwei A-Länderspiele für England. Dabei endete sein Debüt gegen den Erzrivalen aus Schottland am 6. April mit einer 1:2-Heimniederlage. Seinen zweiten und letzten Einsatz absolvierte er knapp zwei Monate später in Basel und beim 8:1-Kantersieg gegen die Schweiz gelang ihm auch ein Tor. In der Folgezeit wurde er nicht mehr von Trainer Alf Ramsey, der insgesamt im Vorfeld der WM 1966 im eigenen Land mit zahlreichen Spielern experimentierte, berücksichtigt.

### Traineraktivitäten
Nach seiner Entlassung in Aldershot im Januar 1972 wurde er von Crewe Alexandra ebenfalls als Spieltrainer verpflichtet. Dort ließ er seine aktive Laufbahn ausklingen und übte danach das Traineramt weltweit aus, darunter in den Vereinigten Arabischen Emiraten, Kuwait und den Vereinigten Staaten. Dabei war er in den USA nach Scoutigtätigkeiten für die Southern California Lazers als Cheftrainer für die Cleveland Cobras im Jahr 1979 aktiv. Danach arbeitete er wieder als Scout in England für Brighton & Hove Albion und in der Saison 1982/83 übernahm er dort auch die Hauptverantwortung. Er zog mit seinen Mannen sogar ins 1983er Pokalfinale ein, in dem diese dann Manchester United im Wiederholungsspiel unterlagen – zuvor hatte er im Achtelfinale seinen Ex-Klub aus Liverpool mit 2:1 „eliminiert“. Nach Brightons Abstieg in die zweite Liga 1983 zog es ihn nach Portugal zu Belenenses Lissabon, wo er drei weitere Jahre verbrachte. Im Jahr 1986 war er kurzzeitig Trainer von Stockport County in der vierten englischen Liga. Später zog es ihn dauerhaft in die USA und dort wurde er technischer Direktor an der Liverpool Academy in Texas.

## Titel/Auszeichnungen
- Englische Meisterschaft (1): 1964